# Agerø (parochie)
Agerø (tot 2010: Agerø Kirkedistrikt)  is een parochie van de Deense Volkskerk in de Deense gemeente Morsø. De parochie maakt deel uit van het bisdom Aalborg. Historisch maakt de parochie deel uit van de herred Morsø Sønder. In 1970 werd de parochie opgenomen in de toen gevormde gemeente Morsø.
Het eiland Agerø, aan de zuidkant van Mors, kreeg in 1908 een eigen kerk en werd een zelfstandige parochie. Tot dan waren de bewoners aangewezen op de kerk in Karby. In 1972 werd de parochie opgeheven en werd het kerkje op Agerø filiaal van de parochie Hvidbjerg en de oude parochie werd kerkdistrikt. In 2010 werden in heel Denemarken de kerkdistrikten afgeschaft, Agerø werd daarbij opnieuw een zelfstandige parochie.
Agerø · Alsted · Bjergby · Blidstrup · Dragstrup · Ejerslev · Elsø · Erslev · Flade · Frøslev · Galtrup · Hvidbjerg · Jørsby · Karby · Ljørslev · Lødderup · Mollerup · Nykøbing M · Ørding · Øster Assels · Øster Jølby · Ovtrup · Rakkeby · Redsted · Sejerslev · Skallerup · Solbjerg · Sønder Dråby · Sundby · Tæbring · Tødsø · Vejerslev · Vester Assels